# عبير بكر
عبير بكر (مواليد 1978) هي حقوقية ومستشارة قانونية وإعلامية فلسطينية. تعمل وتعيش في مدينة عكا.

## دراستها
حصلت عبير بكر على مؤهلاتها القانونية من عدة مؤسسات. أنهت المرحلة الثانوية في الكلية الأرثوذكسية العربية في حيفا. درست القانون في جامعة حيفا وحصلت على البكالوريوس فيها في العام 2001.
التحقت عبير بكر بمساق دراسات القانون الجماهيري والقانون الدولي الذي تنظمه جامعة تل أبيب بالشراكة مع كلية الحقوق في جامعة نورث ويسترن الأمريكية، وحصلت على شهادة الماجستير بامتياز في العام 2009.

## نشاطها القانوني
تدافع عبير بكر عن حقوق الإنسان في مجالي القانون الدستوري والقانون الإداري. وهي مستشارة قانونية لمنظمات حقوق إنسان فلسطينية ومنظمات تعنى بالدفاع عن حقوق المرأة العربية في إسرائيل، مثل منظمة كيان النسوية في حيفا وجمعية السوار. تختص في الدفاع عن الأسرى الأمنيين والسجناء المدنيين في السجون الإسرائيلية وعن ضحايا الاعتداء الجنسي، وعائلات ضحايا الجرائم.

## سيرتها المهنية
عملت عبير في عدة مؤسسات ومراكز حقوقية من بينها: عدالة - المركز القانوني لحماية حقوق الأقلية العربية في إسرائيل، حيث مثلت العديد من أعضاء الكنيست العرب في قضايا حرية التعبير، وشطب الأحزاب العربية من الكنيست، كما شاركت في تمثيل عائلات شهداء هبة أكتوبر خلال الانتفاضة الثانية.
درّست عبير في مؤسسات أكاديمية مثل قسم العيادة القانونية في جامعة حيفا، حيث أدارتها بين الأعوام 2007-2015.
قدّمت برنامج «كيان، باقون» برفقة الإعلامي يوآف شطرن على التلفزيون التربوي الإسرائيلي في العام 2007. تطرق البرنامج إلى قضايا تخص المجتمع الفلسطيني في إسرائيل.
قدمت مرافعات عديدة لمحكمة العدل العليا في قضايا الاعتقالات الإدارية، الخدمات الطبية في السجن، حرية التعبير في السجون، ظروف السجن المعيشية، الإفراج المبكر للسجناء وتحديد أحكام المؤبدات، والمزيد.
ساهمت بكتابة التقارير ومقالات الرأي حول قضية حرية التعبير، التعذيب وانتهاك حقوق السجين. شاركت في تحرير كتاب حول الأسرى الفلسطينيين في السجون الإسرائيلية بالتعاون مع الباحثة في قسم الفلسفة في جامعة تل أبيب عنات مطر، صدر الكتاب بالإنجليزية بعنوان تهديد: الأسرى السياسيون الفلسطينيون في إسرائيل "Threat: Palestinian Political Prisoners in Israel" (إصدار دار النشر بلوتو في لندن).
في العام 2016، حازت على جائزة المحامي المتفوق، مكتب الدفاع العام - وزارة العدل الإسرائيلية.